# Deltacommissie (2007)
De Deltacommissie nieuwe stijl (officieel 'commissie duurzame kustontwikkeling', ook wel genoemd 'commissie-Veerman') was een op 7 september 2007 door staatssecretaris Tineke Huizinga (Verkeer en Waterstaat) en minister Guusje ter Horst (Binnenlandse Zaken) ingestelde staatscommissie inzake waterbeheer in Nederland. De commissie bracht op 3 september 2008 haar advies uit en was daarmee opgeheven.

## Doel
De commissie had tot doel de overheid te adviseren over:
- de gevolgen voor de Nederlandse kust van de te verwachten zeespiegelstijging
- de afvoer van de grote Nederlandse rivieren en andere klimatologische en maatschappelijke ontwikkelingen tot de 22e eeuw
- mogelijke strategieën voor een duurzame ontwikkeling van de Nederlandse kust
- de meerwaarde van deze strategieën op lange termijn voor het achterland en de maatschappij

De commissie keek verder dan de gebruikelijke vijftig jaar en had een bredere opdracht dan de Deltacommissie die na de watersnood van 1953 aantrad. Er zaten niet alleen watermanagers in, maar ook ecologen, economen en specialisten op ruimtelijk gebied.
Voorzitter Cees Veerman had als ambitie weliswaar met praktische oplossingen voor het wassende water te komen, maar die wel onconventioneel en baanbrekend konden zijn. Ook in andere delen van de wereld moest de aanpak die de commissie voorstelt inzetbaar zijn.
De commissie was samengesteld uit mensen uit verschillende disciplines zoals wetenschap, bedrijfsleven en openbaar bestuur en onderzocht niet alleen de te verwachten zeespiegelstijging en andere klimatologische ontwikkelingen maar ook maatschappelijke, ecologische en economische ontwikkelingen die van belang zijn voor fysieke inrichting van de Nederlandse kust.

## Leden van de commissie
- Cees Veerman, voormalig minister van Landbouw, Natuur en Voedselkwaliteit, tevens voorzitter;
- Ineke Bakker, algemeen directeur van de gemeentelijke dienst Jeugd, Onderwijs en Samenleving, gemeente Rotterdam;
- Jaap van Duijn, voormalig lid Raad van Bestuur van Robeco;
- Louise Fresco, hoogleraar duurzame ontwikkeling in internationaal perspectief, universiteit van Amsterdam;
- Andries Heidema, burgemeester van Deventer;
- Pavel Kabat, hoogleraar klimaathydrologie Wageningen University;
- Tracy Metz, lid Raad voor het Landelijk Gebied, journaliste en redacteur NRC Handelsblad
- ing. J.G. van Oord, voorzitter directiegroep Van Oord N.V.;
- Marcel Stive, hoogleraar kustwaterbouwkunde Technische Universiteit Delft.

Secretaris van de commissie was Bart Parmet.

## Het advies
‘Samen werken met Water’ is de titel van het eindadvies van de Deltacommissie. Commissievoorzitter Veerman overhandigde het advies op 3 september in Den Haag aan minister-president Balkenende en staatssecretaris Huizinga-Heringa van Verkeer en Waterstaat.

### Twaalf aanbevelingen
De commissie onderscheidt concrete aanbevelingen voor de periode tot 2050, een duidelijke visie voor de periode tot 2100 en beschouwingen voor de lange termijn na 2100. Voor de korte en middellange termijn komt de commissie tot de volgende twaalf - verkort weergegeven - aanbevelingen:
1. Verhoging van het veiligheidsniveau van alle dijkringen met een factor 10.
2. Nieuwbouwplannen op fysisch ongunstige locaties baseren op kosten-batenafweging. Kosten van lokale besluiten niet afwentelen.
3. In buitendijkse gebieden de afvoercapaciteit van rivieren en stijging van meerpeilen niet belemmeren.
4. Langs de Noordzeekust de veiligheid op orde houden door het in grote hoeveelheden suppleren van zand. De kust moet daardoor de komende eeuw kunnen aangroeien: ‘bouwen met de natuur’.
5. Het voortbestaan van het Waddengebied, zoals we die nu kennen, is niet vanzelfsprekend. Zandsuppleties langs de Noordzeekust dragen bij aan het meegroeien van het Waddengebied met de stijging van de zeespiegel.
6. De levensduur van de Oosterscheldekering verlengen. Tot rond 2075 voldoet de kering dan aan de eisen. Zandsuppleties beperken tot die tijd het verlies aan schorren, slikken en platen. Na 2075 de veiligheid combineren met het grotendeels terugbrengen van de getijdendynamiek.
7. De Westerschelde moet open blijven vanwege het waardevolle estuarium en de vaarroute naar Antwerpen. Veiligheid op peil houden door deltadijken.
8. Het Krammer-Volkerak-Zoommeer samen met Grevelingen en eventueel Oosterschelde inrichten voor de tijdelijke berging van het rivierwater van Rijn en Maas.
9. Voor het Rivierengebied moeten de programma’s Ruimte voor de rivier en Maaswerken snel worden uitgevoerd. Waar kosteneffectief: afvoer van 18.000 m³/s voor de Rijn en 4.600 m³/s voor de Maas reeds nu realiseren.
10. Een ‘afsluitbare open’ Rijnmond combineert veiligheid met zoetwatervoorziening, stedelijke ontwikkeling en natuur. Extreme afvoeren van Rijn en Maas afvoeren via de Zuidwestelijke delta. Aanvoer zoet water vanuit het IJsselmeer.
11. De strategische functie van het IJsselmeer als zoetwaterreservoir voor het noorden en westen van Nederland versterken. Het peil geleidelijk verhogen met maximaal 1,5 m. Daardoor kan bovendien overtollig water lange tijd zonder pompen naar de Waddenzee. Het peil van het Markermeer onveranderd laten.
12. Versterking van de politiek-bestuurlijke organisatie voor onze waterveiligheid (zie hierna) en zekerstelling financiën. Een Deltawet verankert deze politiek-bestuurlijke organisatie en regelt de financiën.

## Vervolg
Op 12 september 2008 heeft staatssecretaris Huizinga het advies met de kabinetsreactie aan de Tweede Kamer gestuurd. De kabinetsreactie betreft een reactie op hoofdlijnen. In het eerste Nationaal Waterplan, dat in 2009 is vastgesteld, vindt een verdere uitwerking op maatregelenniveau plaats. Het Nationaal Waterplan wordt elke zes jaar herzien, bijgewerkt en aangepast. Nieuwe acties zullen worden getoetst aan de visie van de Deltacommissie.
Na het uitbrengen van het advies kwam uit wetenschappelijke hoek kritiek op het rapport. De Deltacommissie zou de te verwachten zeespiegelstijging veel te hoog hebben voorgesteld en bovendien wordt uit het rapport niet duidelijk hoe groot de onzekerheden zijn.